# Површина радарског пресека
Површина радарског пресека (ПРП) (енгл. radar cross-section) је мера детектовања објекта са радаром.
Осветљени објекат рефлектује ограничену количину енергије радара. Више фактора одређује ту количину враћене електромагнетне енергије, према извору њихове емисије, као што су:
- врста материјала од којих је направљен објекат;
- апсолутна величина објекта;
- релативна величина објекта (у односу на таласне дужине емисије радара);
- угао под којим сноп радара осветљава одређени део објекта, што зависи од његовог облика оријентације на радарски извор;
- угао рефлектованог таласа;
- врсте поларизације у односу облик и положај објекта.

Снага предајника и удаљеност објекта су важни за његово откривање, а нису за величину ПРП, јер је ПРП искључиво везан за карактеристике рефлексије радарских зрака.
Површина радарског пресека (ПРП) се користи за детекцију авиона у широком опсегу. Пример, карактеристику невидљивости авиона (који је пројектован тако да има ниско детекцију) ће имати пројекат који даје ниску ПРП (као што је упијајућа боја, глатка површина, површина правоуглог облика посебно рефлектује сигнал у неком другом правцу, а не према извору). Насупрот томе, путнички авиони имају висок ПРП, што доприноси метална структура, велике металне масе мотора, гондоле, велика површина крила и трупа, рефлектују велику количину радарског зрачења уназад, према извору, односно у пријемник радара. Параметар ПРП је саставни део развоја технологије смањене радарске уочљивости (стелт), посебно је важан за борбена средства, на првом месту за борбене авионе и балистичке ракете. Ти подаци о ПРП су веома поверљиви и чувају се као тајне.

## Дефиниција
Неформално, ПРП је површина пресека неког објекта, који идеално рефлектује радарску сферу, исте снаге као да је стварни одраз објекта у питању. ПРП је апстракција: површина радарског пресека не мора имати директну везу са физичком површином попречног пресека области тог објекта, пошто зависи и од других фактора.
Нешто мање неформално, ПРП радарског циља је ефикасна област која пресреће емитовану електромагнетну снага радара и онда је расипа, а део враћа назад радарском пријемнику.
Прецизније, ПРП радарског циља јесте хипотетичка област која изазива пресретање генерисане енергије радара на објекту, тако да ако би пресретнута била укупна снага, сва би се и вратила, иста би се показала на приказивачу пријемника.
Способност, да циљ одражава енергију радара одређене величине, може се сажети у један појам, ПРП, који се обично обележава као σ, с мерном јединицом m². У пракси, нека радарска електромагнетна енергија се апсорбује, а рефлектована се неравномерно простире од циља, у свим правцима. Дакле, површину радарског пресека је веома тешко проценити и обично се одређује експериментално, мерењем.
Површина радарског пресека зависи од:
- физичке геометрије објекта (циља) и његовог облика,
- правца осветљења радара,
- учесталости предајника радара и
- врсте коришћених материјала.[1][3]

Сложена дефиниција ПРП се може лакше разумети увидом у функције радарских предајника и пријемника, у оквиру поступног развоја система радарских једначина, за стање у једном тренутку:
| {\displaystyle P_{e}={\frac {{P_{s}}\cdot G}{4\pi \cdot {R^{2}}}}\cdot \sigma \cdot {\frac {1}{4\pi \cdot R^{2}}}\cdot A_{w}} | {\displaystyle ;\quad \iff \quad } | Где су: - {\displaystyle \ P_{s}} [W] = снага предајника - {\displaystyle \ R} [m] = удаљеност од радара до места циља - {\displaystyle \ G} = ефикасност предајне антене (бездимензионо) - {\displaystyle \ \sigma } [m²] = површина радаског пресека - {\displaystyle \ A_{w}} [m²] = ефективна површина пријемне антене - {\displaystyle \ P_{e}} [W] = примљена снага повратног сигнала. |

У претходној једначини део {\displaystyle {\frac {{P_{s}}\cdot G}{4\pi \cdot {R^{2}}}}}, представља густину снаге (W/m²), коју радарски предајник шаље у циљ. Ову густину снаге, пресрео је циљ са површином радарског пресека {\displaystyle \sigma } [m²]. Производ {\displaystyle {\frac {{P_{s}}\cdot G}{4\pi \cdot {R^{2}}}}\cdot \sigma } има димензију [m²], представља хипотетичку укупну снагу пресретнуту од радарског циља. Други део {\displaystyle {\frac {1}{4\pi \cdot R^{2}}}} представља изотропно ширење овог пресретнутог радарског снопа од циља и враћени део назад на радарски пријемник.
Производ {\displaystyle {\frac {{P_{s}}\cdot G}{4\pi \cdot {R^{2}}}}\cdot \sigma \cdot {\frac {1}{4\pi \cdot R^{2}}}} представља „ухваћену“ густину снаге на радарском пријемнику (W/m²). Пријемна антена затим скупља снагу ове густине са ефективном површином {\displaystyle \ A_{w}} [m²], примајући рефлектовану радарску снагу (Pr) [W], као што је приказано у горњој једначини.
Расподела снаге радарског осветљења циља никада није изотропна (чак и за сферу), а ПРП је хипотетичка област. У том светлу, ПРП се може једноставно посматрати као фактор корекције коју сачињавају радарске једначине (приказују реалније) за експериментални испитивани однос Pr / Ps. Међутим, ПРП је изузетно вредан концепт, јер је карактеристика само циља и једино се може измерити или израчунати. Тако, ПРП омогућава перформансе од радарског система, са датим циљем, да се независно анализирају од радарских и употребе других параметара. У принципу, ПРП је јака функција оријентације радара и циља, односно, за случај да се радарски предајник и пријемник не налазе заједно, функција оријентације предајник-циљ и циљ-пријемник (види слику горе бр.2). ПРП зависи од величине циља, рефлексивности његове површине, усмерености радарског снопа и одраза, утицаја геометријског облика и положаја.

## Фактори који утичу на ПРП
| Циљ                   | ПРП [m²]   | ПРП [dB]   |
| --------------------- | ---------- | ---------- |
| Џамбо-џет             | 100        | 20         |
| Млазни путнички авион | 20 … 40    | 13 … 16    |
| Велики ловац          | 6          | 7,8        |
| Хеликоптер            | 3          | 4,7        |
| Млазни четворосед     | 2          | 3          |
| Мали авион            | 1          | 0          |
| „Стелт“ ловац         | 0,1 … 0,01 | (-10 …-20) |
| F-117 најтхок         | 0,1        | (-10)      |
| B-2 спирит            | 0,01       | (-20)      |
| Буба                  | 0,00001    |            |
| Птица                 | 0,01       | (-20)      |
| Човек                 | 1          | 0          |
| Кабина крстарице      | 10         | 10         |
| Аутомобил             | 100        | 20         |
| Камион                | 200        | 23         |
| Угаони рефлектор      | 20.379     | 43,1       |

### Величина
По правилу, већи објекат, јачи је његов радарски одраз и на тај начин већа је његова ПРП. Такође, радар једног опсега не може ни детектовати објекте одређене величине. На пример, радар таласне дужине 10 cm (S-опсега), може да детектује капи кише, али не може облаке, чије су капљице превише мале.

### Материјал
Материјали као што су метал снажно рефлектују радарске таласе и имају тенденцију да произведу јаке повратне сигнале. Дрво и платна (као што су делови авиона и балона се често користе) или пластика, фиберглас и композити мање рефлектују или су потпуно транспарентни радару, чинећи их погодним за радоме. Чак веома танак слој метала може направити објекат снажне радарске рефлексије. Плева се често прави од метализиране пластике, стакла, метализиране фолије и станиолских листића и с њима се прави радарска рефлексија лажних објеката.
Такође, неки уређаји су пројектовани да буду активни радар, као што су радарске антене, с повећаним ПРП. То су радари – мамци, за обману непријатеља и изазивање њиховог дејства са противрадарским системима по лажним циљевима, у војном сукобу.

#### Боје упијају радарске зраке
Lokid SR-71 и неки други „стелт“ авиони су премазани посебном „металном кугличном бојом“. Она се састоји од малих металних, бојом премазаних, куглица. Радарска енергија, у додиру с њима, претвара се у топлоту, а не рефлектује се. То су први кораци у примени „стелт“ технологије, односно смањене радарске уочљивости. Његов је ПРП око 10 m², што је значајно више од наредног „стелт“ авиона F-117 најтхок.

### Облик, усмереност и оријентација
Површине авиона су F-117A су пројектоване да буду равне и међусобно веома искошене, под углом. Ово има за последицу да ће њихово радарско осветљење бити под великим углом, што ће изазвати рефлексију исто под различитим великим угловима, слично светлосном огледалу под великим углом. Оштре ивице такође доприносе већем расипању, пошто заобљене површине имају неки делове површине нормалне на радарски извор. У томе сегменту, као и сваки зрак послат дуж нормалног правца на површину, рефлектоваће се назад, по истом правцу и то ће направити јак повратни сигнал.
Бочно, борбени авион поседује много већу површину него чеоно из смера и правца репа. При свим осталим једнаким факторима, авион ће имати јачи сигнал са бочне стране него с предње, таква оријентација између радарске станице и циља је важна.

### Глатке површине
Површински рељеф објекта циља може садржати удубљења (глаткоћа оплате авиона), што делује као појединачни угаони рефлектори који повећавају ПРП, правећи различита усмерења. Ово може настати од отворених скровишта за бомбе, усисници мотора, спољних носача терета авиона, зглобова између кинематских делова, итд. Практикује се пресвлачење оплата са материјалим који упијају радарске зраке, с чиме се смањује ПРП.

## Мерење
Мерење ПРП неког циља врши се у познатом опсегу радарске рефлексивности или опсега расипања. Први тип опсега је спољни опсег где је циљ постављен на посебно обликованим ниском носачу, на извесној удаљености даље од предајника. Такав низ елиминише потребу за постављање радара амортизера иза циља, међутим, више путања интеракције са земљом мора бити ублажено.
Лабораторија, опитна комора (анексоик), такође се често користи. У таквој просторији, „циљ“ је постављен на ротирајућем стубу у центру, а зидови, подови и плафони просторије су покривени наслагама материјала који апсорбује радарске зраке. Ови амортизери спречавају „корупцију“ мерења услед рефлексије зидова, патоса и таванице лабораторије. Компактна интегрција „анексоик“ коморе је са рефлектором за симулирање радарске рефлексије за далеке теренске услове. ПРП је технички дефинисана као фиктиван појам, те се може и мерити на основу адекватног принципа баждарења система (експериментално се утврди однос величина с еталоном). Савршен рефлектор електромагнетних таласа који би одражавао исту количину емитоања / пријема на радарској антени враћене енергије, као што би био од стварног циља, усваја се као еталон мера, за мерење у дотичној лабораторији.
|                           |                       |
| Постава баждарног мерења. | Шема мерења ПРП циља. |

Примљена снага повратног сигнала {\displaystyle \ P_{e}} [W] (приказана у првом поглављу), може бити представљена и у другом облику радарске математике:
| {\displaystyle \ P_{e}={\frac {{P_{s}}\cdot {G}^{2}\cdot \lambda ^{2}\cdot \sigma }{\left({4}{\pi }\right)^{3}\cdot \ {R}^{4}}}}; | {\displaystyle \quad \iff \quad } | Где су: - {\displaystyle \ P_{e}} [W] = примљена снага повратног сигнала - {\displaystyle \ P_{s}} [W] = снага предајника - {\displaystyle \ \sigma } [m²] = површина радарског пресека - {\displaystyle \ \lambda } [m] = таласна дужина - {\displaystyle \ R} [m] = удаљеност од радара до циља - {\displaystyle \ G} = ефикасност антене |

Овај облик једначине указује да примљена повратна снага је управно пропорционална емитованој, ефикасности антене, учесталости радарских таласа и од односа ПРП и четвртог степена растојања од радара до циља. На основу ове чињенице, могу се, у току процеса баждарења, одредити непознате вредности делова једначине. Посебно је интерес да се експериментално одредити део који је карактеристичан за систем и поставу мерења:
{\displaystyle {\frac {{P_{s}}\cdot {G}^{2}\cdot \lambda ^{2}}{\left({4}{\pi }\right)^{3}}}}
Тај процес се извршава са више баждарних мерења еталон рама, на више различитих растојања. У томе експиременту је познато {\displaystyle \sigma } за еталон плочу и растојања на која се поставља. Тако да се при емитованој енергији и истој учесталости и познатим односима {\displaystyle {\frac {\sigma }{{R}^{4}}}} статистички утврди остали део једначине. Ове вредности, добијене током баждарења, остају исте и за потребе мерења ПРП циља, с тим да се испуне исти услови.

## Прорачун
Површина радарског пресека је мера способности циља да рефлектује радарске сигнале у правцу и смеру радарског пријемника, то јест, то је мера односа густине повратних сигнала од циља према радару и густине сигнала које је пресрео циљ. Пошто се емитовање енергије дистрибуира у облику сфере, мали њен део ({\displaystyle {4\pi \cdot {R^{2}}}}) може бити враћен и примљен пријемним делом радара.
Површина радарског пресека σ је дефинисана као:
| {\displaystyle \sigma =\lim _{R\to \infty }4\pi \cdot R^{2}\cdot {\frac {S_{r}}{S_{s}}}\longmapsto \quad \sigma =\ 4\pi \cdot R^{2}\cdot {\frac {S_{r}}{S_{s}}}} | {\displaystyle ;\iff \quad } | Где су: - {\displaystyle \ \sigma } [m²] = површина радаског пресека - {\displaystyle \ S_{r}} [W/m²] = густина снаге коју је пресрео и рефлектовао циљ - {\displaystyle \ R} [m] = удаљеност од радара до места циља - {\displaystyle \ S_{s}} [W/m²] = специфична снага предаје, на растојању од циља |

Површина радарског пресека се може посматрати као поређење снаге рефлектованог сигнала од циља са рефлектованим сигналом из савршено глатког сферног попречног пресека од 1 m².
Формула за прорачун ПРП зависи од облика тела осветљеног радарским зрацима.
| Рефлексија сигнала од тела сферног облика | {\displaystyle {\sigma }_{max}=\ 4\pi \cdot R^{2}} |
| Рефлексија сигнала од цилиндра            | {\displaystyle {\sigma }_{max}={\frac {4\pi \cdot r\cdot h^{2}}{\lambda }}} |
| Рефлексија сигнала од равне плоче         | {\displaystyle {\sigma }_{max}={\frac {4\pi \cdot b^{2}\cdot h^{2}}{{\lambda }^{2}}}} |
| Рефлексија сигнала од нагнуте плоче       | Реално је као у претходном примеру. Рефлектована енергија се враћа у другом правцу. Пријемни радар не може да прими ову енергију, ако је на истом положају као и одашиљач. Зато постоје решења код којих су они на одвојеним локацијама. |

У фази пројектовања, пожељно је да се користе рачунарске методе за предвиђање добијеног последичог ПРП, пре него што се „замрзне“ обликовање стварног објекта. Итерација овог процеса предвиђања може се вршити у кратком времену по ниској цени, док употреба експерименталног прилаза је често дуготрајан процес, скуп, подложан грешкама и враћа на репројектовање. Линеарност Максвелових једначина чини ПРП релативно једноставан за рачунање, са различитим аналитичким и нумеричким методама, али се мењају нивои војног интереса и потребе за тајност података.
Поље решавања Максвелових једначина преко нумеричких алгоритама, назива се рачунарска електромагнетика, а многи ефикасне методе анализе, примењене на ПРП, су предвиђање проблема. Софтвер предвиђања ПРП се често реализују на великим суперрачунарима, који захтевају CAD моделе високих резолуција, реалних радарских циљева.
Високе апроксимације учесталости попут геометријске оптике, физичке оптике, геометријске теорије дифракције, јединствене теорије дифракције и физичке теорије дифракције, користе се када је таласна дужина много краћа од величине функција циљне.
Статистички модели се користе за симулацију, за предвиђање вероватне просечне вредности ПРП.
Чисто нумеричке методе, као што је метод „коначних елемената“, коначних разлика у временском домену методом (FDTD), могу бити ограничене перформансама рачунара, за дуже таласне дужине, за што је мања вероватноћа.
Ипак, за једноставне случајеве, таласна дужина се креће преклапањем између ове две врсте метода. За тешке облике и проблеме или веома високу прецизност, хибридно се комбинују различите методе.

## Смањење ПРП
Код војних средстава је тежња смањивања ПРП, а стиме се добија борбена предност. То се углавном односи на примену технологије умањења уочљивости авиона, ракета, бродова и другим војних средстава. Са мањим ПРП, војна борбена средства могу лакше да избегну откривање од радара, било да је из копнених инсталација, вођених оружја или других типова. Смањен одраз средстава побољшава опште преживљавање тих платформи, кроз пројектом побољшану ефикасност функција противмера, свог радара.
Постоје неколико метода за реализацију те карактеристике. Удаљеност на којој се циљ открије, за дату радарску конфигурацију, варира са четвртим кореном његовог ПРП. Дакле, како би се смањила удаљеност детекције, за једну десетину, ПРП треба смањити за фактор од 10.000. Иако овај степен побољшања изазива песимизам, то је могуће када се утиче на платформу током концепта сцене конструкције, примене врхунске струке и напредне рачунарске симулације и уз све остале расположиве технолошке опције.

### Сврха обликовања
Сврха специфичног обликовања је да се што мање генерисане радарске енергије, после пресретања са циљем, врати у пријемник. Принцип је да су рефлексне површине што мање и да што је више могуће упијају радарске зраке, а одбијени део усмере у већи број различитих праваца. На тај начин је намера да се у правцу циљ – радар што је могуће мање врати рефлектованих сигнала. Због присутне енергетске разбацане рефлексије на делове, овај метод је поражен помоћу пасивно распоређених (мултистатичких) радара који их сабирају сигнале, а тај збирни детектује циљ.
Пример за овај прилаз је „невидљиви“ ловачки авион F-117 најтхок, пројектован у касним седамдесетим годинама прошлог века, а откривен у јавности у 1988. години. Његова спољна површина (оплата) се састоји из мноштва равних површина – плоча (фасета) од композитних материјала, пресвученом специјалним премазом. На овај начин се, у идеалном случају, упије око 80-90 одсто укупног радарског зрачења. Такво решење је било у то врема једино могуће пошто није било рачунарске подршке за оптимизацију облика за минимални одраз, то јест минимални ПРП, као у каснијем периоду, при пројектовању B-2 спирита, F-22 раптора и F-35 лајтнинга II.

### Активно поништавање
При активном поништавању, циљ генерише свој радарски сигнал једнак долазећем по интензитету, али супротне фазе, непосредно пред рефлексију сваког сигнала осветљења радара (слично у уху од буке телефона). То ствара деструктивне интерференције између рефлектованог и генерисаног сигнала, што доводи до смањења ПРП. За формирање ове технике активног поништавања, неопходно је прецизно познавање карактеристика генерисаног радарског таласа (интензитет, учесталост и фаза), јер они дефинишу природу генерисане енергије потребне за поништавање. Осим што је за то довољан једноставан систем радара, спровођење технике активног поништавања је изузетно тешко, због сложених услова обраде и тешког предвиђања природе тачног изгледа долазећег, односно рефлектованог радарског сигнала преко широког спектра могућности авиона, ракета или других циљева.

### Упијајући материјал радарских зрака
Материјали који апсорбују радарске зраке, могу се применити у зачетку у основној конструкцији, или као додатак високо рефлектујућим површинама. Постоје најмање три врсте таквих материјала: резонантна, немагнетна и нерезонантна, великог обима. Резонантни, али с делимичним губитком, материјали се примењују на рефлектујућим површинама циља. Дебљина материјала одговара једној четвртини таласне дужине очекиваног осветљавајућег радарског таласа. Емитована радарска енергија се рефлектује од споља и у унутрашњим слојевима се створи деструктивни образац таласа сметњи. То доводи до поништавања рефлектоване енергије. Одступање од очекиване учесталости ће изазвати губитке у радарској апсорпцији, тако да је ова врста меморије корисна само против радара са једном, уобичајеном, и константном учесталости. У материјалима магнетним скретницама, користе се феритне честице, помешане епоксидом или бојом да се смањи рефлексија осветљене површине радарским таласима. Пошто нерезонантни материјали расипају усмерену радарску енергију, на већем делу површине, обично доводе до тривијалног повећања површинске температуре, чиме се смањује ПРП без повећања инфрацрвеног одраза. Главна предност нерезонантних материјала је да могу бити ефикасни у широком опсегу учесталости, док резонантни материјали су ограничени на узак спектар пројектаване учесталости. У већи обим примене материјала спада обично отпорни карбон, допринос даје фиберглас, шестоугаоне ћелијске авиоструктуре, или друге неспроводе компоненте.
Танки премази направљени од само диелектрика и проводника имају веома ограничени пропусни опсег упијања, тако да магнетни материјали се користе само када тежина и цена то дозвољавају.

### Методе оптимизације
Танки нерезонантни или широко резонантни премази могу се моделирати са Леонтовичевом граничном импедансом (види Електрична импеданса). То је однос тангенцијалног електричног и тангенцијалног магнетног површинског поља, где се занемарују пропагирање унутар слоја. Ово је посебно погодно када се користи метода прорачуна граничних елемената. Површинска импеданса се може одвојено израчунати и испитати. За изотропне површине идеална површинска импеданса је једнака 377 Ω (ом – је изведена јединица електричног отпора). За неизотропне премазе, оптимална је зависност од облика циља и правца радарске снопа, али двојност, симетричности Максвелових једначина између електричног и магнетног поља, даје одговор да оптимални премази имају η0 × η1 = 3772 Ω², где су η0 и η1 нормалne компоненте импедансе на анизотропним површинама, усаглашено са ивицама и / или правцем радарског снопа. Савршен електрични проводник има више повратно расипање из водеће ивице за линеарну поларизацију електричног поља, паралелно са том ивицом и више из излазне ивице нормално на њу, тако да велика површинска импеданса треба да буде паралелна водећој ивици и нормална на излазну, за најчешће правце радарске претње, са неком врстом благе транзиције између.
Да би се израчунала површина радарског пресека таквог „стелт“ тела, обично се ради једнодимензионални прорачун рефлексије за израчунавање површинске импедансе, а затим дводимензионални нумерички прорачун дифракције на ивицама и малих тродимензионалних прорачуна за коефицијенте дифракције у угловима и тачкама.
Оптимизација је по обрнутом редоследу. Прво се ради прорачун високе учесталости, да би се оптимизирао изглед и пронађу најважније карактеристике, а затим мали прорачуни да се пронађу најбоље површинске импедансе у проблематичним областима, онда прорачун рефлексије код пројектованог премаза. Треба избегавати велике нумеричке прорачуне, који се одвијају сувише споро у функцији оптимизације, чак и када је на располагању снажан рачунарски капацитет.

### ПРП једне антене
Код антене се укупан ПРП може поделити у две одвојене компоненте, у ПРП конструкције облика и ПРП антенског облика. Две компоненте ПРП се односе на два феномена, који се раздвојено одвијају у антени. Када електромагнетни сигнал пада на површину антене, један део ње се враћа разбацано у простор. Ово се зове структурални режим расипања. Преостали део енергије се апсорбује због ефекта антене. Неки део апсорбоване енергије поново се разбацује назад у свемир, услед неусклађености импедансе, то се назива режим антенског расипања.